# Морис Саклинг
Капитан Морис Саклинг (на английски: Maurice Suckling) е военноморски офицер, изиграл ключова роля в развитието на английския вицеадмирал Хорацио Нелсън.
Саклинг е чичо на Нелсън по майчина линия. Сестрата на Морис Саклинг се казва Катерин Саклинг (1725-1767) и тя е съпруга на преподобния Едмънд Нелсън. Морис и Катерин са правнуци на известния британски политик Робърт Уолпол, който е първи граф на Орфорд.